# Fózǔ tǒngjì
Fózǔ tǒngjì (chino: 佛祖統紀, giapp. Busso tōki, coreano 불조통기 Buljo tonggi o Pulcho t'onggi; Cronache complete del Buddha e dei Patriarchi, T.D. 2035.49.129a-475c; conservato  nel Shǐchuánbù) è un testo composto nel 1269 dal monaco buddista cinese di scuola Tiāntái (天台宗), Zhìpán (志磐, 1220-1275).
Questa opera, in 54 fascicoli, corrisponde essenzialmente ad una cronaca del Buddismo indiano e cinese secondo la tradizione e la lettura dottrinale del Buddismo Tiāntái. I primi otto fascicoli contengono la biografia del Buddha Śākyamuni (cin.  釋迦牟尼 Shìjiāmóuní) e di ventinove patriarchi del lignaggio indiano e cinese del Tiāntái. 
Prosegue con un resoconto delle polemiche dottrinali che hanno attraversato questa scuola, ad esempio quella occorsa nel X secolo (山家山外) tra gli shānjiā (山家, nella montagna) e gli shānwài (山外, fuori dalla montagna), raccogliendo  anche differenti studi di cosmologia e geografia. Riporta anche testi che figuravano su dei monumenti importanti e notizie sulle relazioni tra il Tiāntái e il governo imperiale. 
Gli ultimi tre fascicoli sono dedicati alla tradizione cinese della Terra pura.